# Saint-Mauront
Saint-Mauront est un quartier du 3e arrondissement de Marseille. Il est nommé en l'honneur de Mauront de Marseille, qui fut évêque de la ville au VIIIe siècle.
Depuis longtemps le quartier de Saint-Mauront est un quartier de passage, de première installation pour les flux migratoires. Ce fut le cas au XXe siècle avec les Italiens comme l'attestent les noms des rues (Rue Barbini, rue Barsotti, rue Spinelli...), comme l'attestent le nom de bien des habitants actuels ou passé comme le sculpteur César Baldachini. Puis ce furent les rapatriés d'Afrique du Nord en particulier de Tunisie, vinrent ensuite les immigrés en provenance du Maghreb, les familles comoriennes et depuis quelques années une forte présence Cap-Verdienne. Inclus au sein d'un vaste quartier prioritaire, il est considéré comme l'un des quartiers les plus pauvres de Marseille.

## Documentaires
- Philippe Pujol, « Péril sur la ville », sur ARTE (consulté le 28 juin 2020)[3]